# Space Ghost
Space Ghost è il protagonista di alcune serie televisive animate della Hanna-Barbera (e in seguito Cartoon Network), tra cui Space Ghost - Il Fantasma dello Spazio, Space Stars, Space Ghost Coast to Coast e Cartoon Planet.

## Il personaggio
Creato dal fumettista Alex Toth e dai produttori William Hanna e Joseph Barbera, è stato disegnato da Toth e doppiato nelle versioni originali da Gary Owens, George Lowe, Andy Merrill, Tom Kane, Michael Berger e Paul F. Tompkins. Nell'adattamento italiano il suo ruolo è stato affidato a Guido Sagliocca e Marcello Prando.
La prima apparizione di Space Ghost risale al primo episodio di Space Ghost - Il Fantasma dello Spazio intitolato The Heat Thing. La prima serie animata debuttò nel 1966 accanto ai segmenti di Dino Boy nella valle perduta, e terminò nel 1968 con 42 episodi di Space Ghost e 18 di Dino Boy. Nel 1981 vennero trasmessi altri 22 episodi nel blocco animato di Space Stars. Nel 1994, Space Ghost divenne protagonista di un talk show animato per adulti, Space Ghost Coast to Coast, andato in onda su Adult Swim fino al 2004 e ripreso dal 2006 al 2008 nell'ex piattaforma online GameTap.
Negli Stati Uniti, Space Ghost è considerato il supereroe più popolare degli anni 60. Diviene il punto di riferimento per lo sviluppo di diversi eroi cosmici tra cui il celebre vigilante cosmico Nexus personaggio iconico del fumetto indipendente degli anni ottanta e novanta. Il suo disegnatore Steve Rude dichiara di essersi ispirato a Space Ghost per modellare il super eroe creato insieme a Mike Baron nel 1981.

## Ruolo nelle serie animate

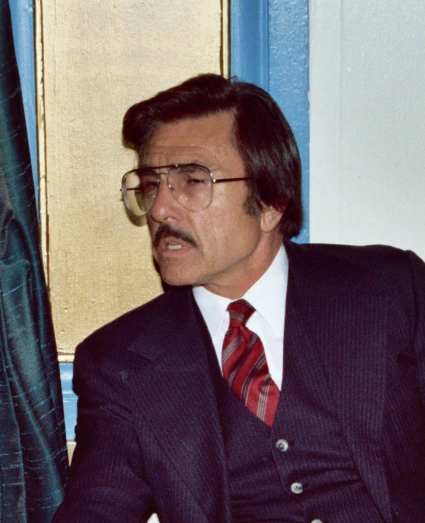
Gary Owens, doppiatore di Space Ghost in Space Ghost - Il Fantasma dello Spazio e in Space Stars dal 1966 al 1982. Nel 2011 ha fatto un cameo vocale, doppiando sempre Space Ghost, nella serie animata Batman: The Brave and the Bold

### Space Ghost - Il Fantasma dello Spazio
Space Ghost - Il Fantasma dello Spazio è apparso originariamente nel settembre 1966 come segmento di Space Ghost e Dino Boy della Hanna-Barbera, dove era intervallato dagli episodi di Dino Boy nella valle perduta. Space Ghost è stato disegnato dal fumettista Alex Toth ed è stato doppiato da Gary Owens. Nella serie, Space Ghost è un combattente del crimine intergalattico proveniente da Ghost Planet, con la capacità di diventare invisibile (Inviso Power) attraverso la sua cintura, di volare e di sparare raggi dai suoi polsi. Insieme ai suoi aiutanti Jan, Jayce e la scimmia Blip, combattono vari nemici tra cui Zorak, gli Schiavi lucertola, Vedova Nera, il Re dei mostri, Metallus, Brak e Moltar.
Durante la messa in onda originale sono stati trasmessi 42 segmenti di Space Ghost - Il Fantasma dello Spazio e 18 segmenti di Dino Boy nella valle perduta. La serie si è conclusa nel 1968, tuttavia è stata riproposta in syndication negli anni '70.

### Space Stars

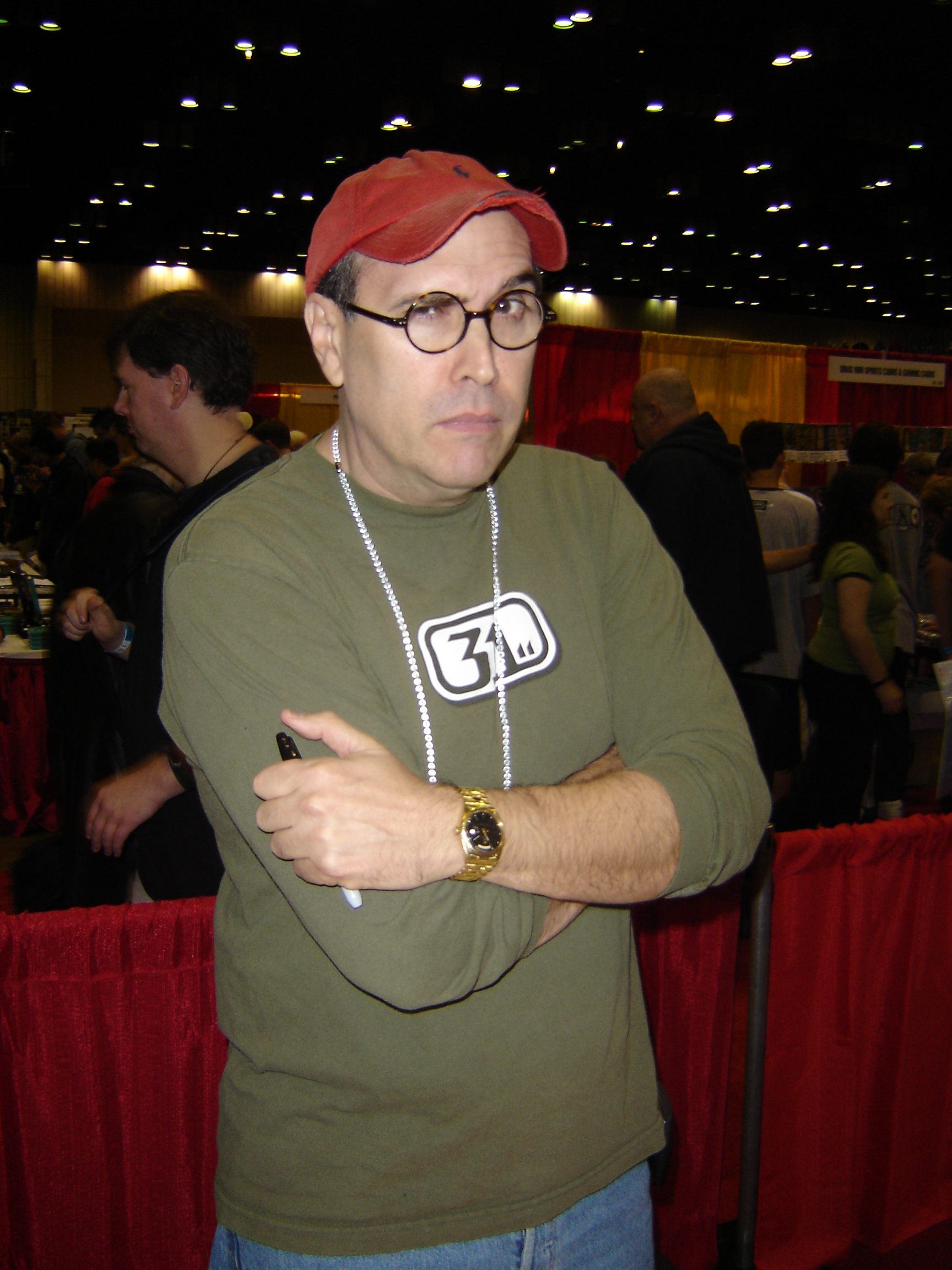
George Lowe, doppiatore di Space Ghost in Space Ghost Coast to Coast e in Cartoon Planet dal 1994. Nel corso degli anni ha fatto svariati camei in diverse serie animate tra le quali: The Brak Show, Squidbillies, Perfect Hair Forever, Robot Chicken e in Aqua Teen Hunger Force Colon Movie Film For Theaters. Nel 2011, Lowe ha doppiato Space Ghost nel videogioco Cartoon Network: Pugni a volontà.

Nel 1981, NBC ripropone il personaggio di Space Ghost per un revival di altri 22 episodi, Space Stars. I segmenti di Space Ghost venivano intervallati insieme a quelli di altre quattro miniserie animate: Gli Erculoidi, Teen Force, Asso spaziale e i suoi segugi e Space Stars Finale. La serie introduce un nuovo assortimento di cattivi tra cui Space Spectre, una versione malvagia di Space Ghost proveniente da un universo alternativo. Gary Owens ripropone il suo ruolo di doppiatore di Space Ghost.

### Space Ghost Coast to Coast
Il personaggio Space Ghost questa volta ospita un talk show, lo Space Ghost Coast to Coast, trasmesso dal 1994 su Cartoon Network. Fanno una piccola apparizione anche i cattivi della serie originale, quindi Zorak, Moltar e gli altri, in particolare Brak. Lo show è stato trasmesso a tarda notte, come se fosse un Late Show with David Letterman, in versione cartone animato. Tra le celebrità intervistate da Space Ghost ci sono: Beck, David Byrne, Bill Nye, gli illusionisti Penn & Teller, Elvira, Hanson, Joel Hodgson, Carrot Top, Jim Carrey, Jon Benjamin, Jon Stewart, Conan O'Brien, Thurston Moore, Pavement, Adam West, Björk, Thom Yorke, "Weird Al" Yankovic, Goldie Hawn, Timothy Leary, Mark Hamill e tanti altri. In questa serie, Space Ghost è stato doppiato da George Lowe. In questa versione, il vero nome di Space Ghost è Tad Ghostal e ha un fratello gemello di nome Ciad che ha tentato di sradicare il suo spettacolo. Prima che potessero entrare in una lotta laser, la madre invitò entrambi a prendere un pezzo della sua mente. Prima di attaccare il telefono, ordina anche ai due di fare pace immediatamente.
Il talk show ha riutilizzato l'animazione degli archivi della Hanna-Barbera.
Coast to Coast si affida pesantemente all'umorismo dell'assurdo, surreale e persino dadaista. Il cartone è stato trasmesso dal 1994 al 1999, ritornando poi con due nuovi episodi nel 2001 e trasferendosi definitivamente sul blocco notturno di Cartoon Network, Adult Swim. La serie si è conclusa su Adult Swim nel 2004. I personaggi di Jan, Jace e Blip (gli antichi sidekicks dello Space Ghost) appaiono due volte nel programma. Dopo circa otto stagioni, lo show è andato in pausa, e gli scrittori Dave Willis e Matt Maiellaro hanno riutilizzato i tre personaggi dell'episodio Baffler Meal, per creare un altro spin-off divenuto popolare, chiamato Aqua Teen Hunger Force. Dopo che il cartone ha avuto successo, "Baffler Meal" è stato ritrasmesso nel 2003.
Più tardi sono arrivati altri nuovi episodi di Space Ghost Coast to Coast, comparsi sul canale "Animation" del servizio GameTap, a partire dal 30 maggio 2006. La maggior parte degli ospiti erano personaggi di videogiochi o musicisti. Il 31 maggio 2008, lo show si è concluso, quando la sezione TV di GameTap è stata cancellata.

### Cartoon Planet

Logo del revival di Cartoon Planet

A seguito della popolarità di Space Ghost Coast to Coast, il programma ha generato uno spin-off intitolato Cartoon Planet, andato in onda dal luglio 1995 su TBS e successivamente su Cartoon Network come blocco di programmazione animato dalla durata di un'ora. Ospitato da Space Ghost e i suoi compagni imprigionati Zorak e Brak, gli episodi consistevano in sketch e brani originali e presentavano cartoni animati completi provenienti dalla libreria Turner Entertainment, tra cui vecchi cortometraggi e cartoni animati della Hanna-Barbera, inclusi gli episodi originali di Space Ghost degli anni '60. La serie ha cessato la produzione nel 1997 ed è stata riconfezionata in 22 episodi di mezz'ora con l'esclusione dei cartoni animati classici.
L'accoglienza positiva sui brani di Cartoon Planet hanno portato alla distribuzione di tre album correlati alla serie: Modern Music for Swinging Superheroes nel 1996 (un album promozionale non commerciale) Space Ghost's Musical Bar-B-Que nel 1997 e Space Ghost's Surf & Turf nel 1998, questi ultimi due pubblicati da Rhino Entertainment.
Cartoon Planet ha ricevuto un revival trasmesso dal 30 marzo 2012 all'8 febbraio 2014, condotto da Zorak e Brak. Oltre a presentare un format differente rispetto alla versione originale, il revival include la programmazione originale di Cartoon Network, in particolare i Cartoon Cartoons, ed è animata in Adobe Flash.

## Doppiatori
Negli anni, la voce originale di Space Ghost è stata ripetutamente cambiata:
- Gary Owens (1966–1982, 2011) in Space Ghost e Dino Boy, Space Stars e Batman: The Brave and the Bold
- George Lowe (1994–in corso) in Space Ghost Coast to Coast, Cartoon Planet, The Brak Show, Squidbillies, Perfect Hair Forever, Robot Chicken, Aqua Teen Hunger Force Colon Movie Film for Theaters e Cartoon Network: Pugni a volontà, Veronica Mars
- Andy Merrill (1995–1999) in Space Ghost Coast to Coast e Cartoon Planet
- Tom Kane (2012) in Mad
- Michael Berger (2018) in Wacky Races
- Paul F. Tompkins (2022) in Jellystone

Nella versione italiana invece si conoscono:
- Guido Sagliocca in Space Ghost e Dino Boy
- Marcello Prando in Space Ghost e gli Erculoidi
- Oliviero Dinelli in Veronica Mars